# Тверской государственный объединённый музей
Тверской государственный объединенный музей — одно из крупнейших в России музейных объединений, в состав которого входит 31 музей на территории Тверской области.
Главным музеем объединения является Тверской краеведческий музей, расположенный в Твери.
Музейное объединение было создано в 1977 году. Сейчас в него входят краеведческие, этнографические, литературно-музыкальные, военно-исторические и историко-революционные музеи.

## История
Тверской музей был открыт 9 августа 1866 года в присутствии цесаревича Александра Александровича (будущего императора Александра III) и великого князя Владимир Александровича.
С 1866 по 1896 годы Тверской музей располагался в здании Тверской мужской классической гимназии (ныне — Тверской медицинский университет). Экспозиция была развернута в небольшом зале на первом этаже в правой крыле здания. В основном были представлены образцы ремесленного производства, изделия фабрик и заводов губернии.
Накануне Октябрьской революции Тверской музей был одним из богатейших провинциальных «древнехранилищ» — в его фондах находилось более 14 тыс. предметов старины, около 7 тыс. свитков, свыше 900 рукописей, архивы дворянских родов, более 150 старопечатных книг. После революции коллекции музея значительно пополнились за счёт предметов из усадеб и храмов. Но в 1937 году при создании Калининской областной картинной галереи собрание музея было разделено. Большой урон оставшимся коллекциям нанесла Великая Отечественная война.
Музейное объединение, центром которого стал Тверской (Калининский) краеведческий музей, было создано в 1977 году. Централизация музейного дела в регионе была необходима для создания более совершенных в научном и художественном отношении экспозиций в музеях области, для подготовки квалифицированных специалистов, организации системы учёта и хранения музейных предметов и коллекций в филиалах.
Сегодня Тверской государственный объединенный музей ведет активную работу по многим направлениям: выставочное, научно-исследовательское, туристическое. Большое внимание уделяет работе с детьми. В 2005 году в объединении создан Детский музейный центр.
ТГОМ дважды становился победителем конкурса «Меняющийся музей в меняющемся мире» в 2005 и 2009 годах. В 2012 году музей был награждён Почетным знаком Государственного историко-культурного центра правительства РФ «За военно-патриотическое воспитание граждан России».
Ежегодно в музее проводятся научные конференции: «Тверская земля и сопредельные территории в древности», «Крыловские краеведческие чтения», «Дворянские гнёзда Тверской земли» и другие.
В настоящее время музей временно закрыт. Идет процесс создания новой экспозиции.

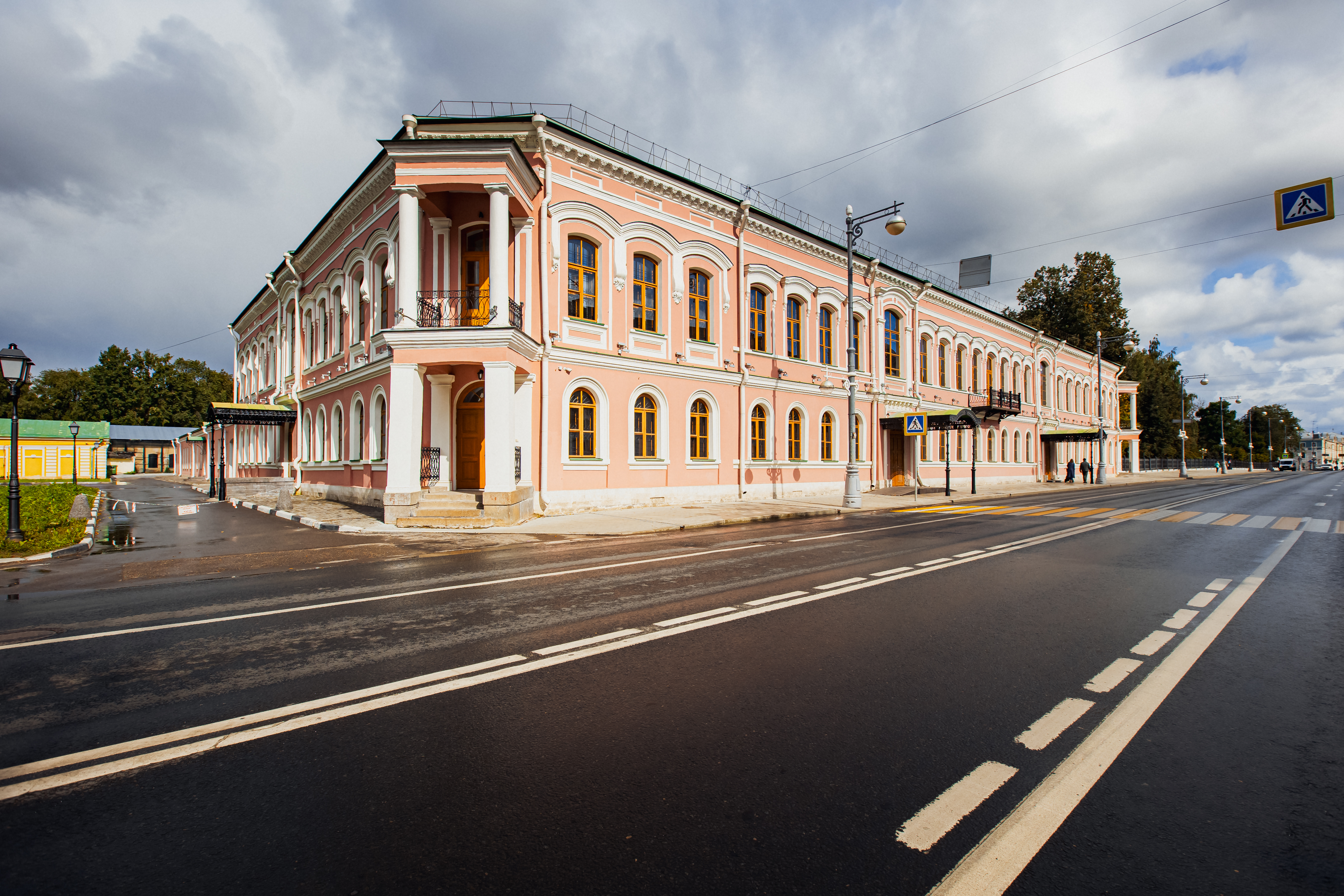
Тверской государственный объединенный музей

## Филиальная сеть
- Тверской краеведческий музей — существует с 1868 года, головной музей объединённой системы[5]
- Музей Тверского быта
- Музей М.Е. Салтыкова-Щедрина
- Музей Калининского фронта (пос. Эммаус)
- Детский музейный центр
- Архитектурно-этнографический музей в д. Василёво
- Бежецкий мемориально-литературный и краеведческий музей
- Бельский краеведческий музей
- Весьегонский краеведческий музей им. А.А. Виноградова
- Ворошиловский краеведческий музей им. И.И. Смирнова в с. Ворошилово (Пеновский район)
- Вышневолоцкий краеведческий музей им Г.Г. Монаховой
- Дом-музей С.Д. Дрожжина (пос. Новозавидовский)
- Дом-музей М.И. Калинина (д. Верхняя Троица)
- Зубцовский краеведческий музей
- Калязинский краеведческий музей им. И.Ф. Никольского
- Карельский национальный краеведческий музей (в г. Лихославле)
- Кашинский краеведческий музей
- Кимрский краеведческий музей
- Конаковский краеведческий музей
- Краснохолмский краеведческий музей
- Музей С.Я. Лемешева (д. Князево)
- Музей А.С. Пушкина в Торжке
- Музей А.С. Пушкина в Берново
- Музейно-литературный центр «Дом поэтов» (с. Градницы)
- Осташковский краеведческий музей
- Ржевский краеведческий музей
- Старицкий краеведческий музей
- Торопецкий краеведческий музей
- Удомельский краеведческий музей
- Музей партизанской славы (д. Пожня)
- Дом-музей первого в России Совета крестьянских депутатов 1905 года (д. Новинки) (Законсервирован)
- Нестеровский историко-революционный музей (Законсервирован)